# ジェフ・ルーランド
ジェフリー・アラン・ルーランド (Jeffrey Alan Ruland, 1958年12月16日 - ) は、アメリカ合衆国の元プロバスケットボール選手、指導者。身長208cm、体重109kg。ポジションはセンター及びパワーフォワード。

## 経歴
ルーランドはアイオナ大学でプレーした3年間で平均20.8得点12.0リバウンドを記録した。1980年にはチームを学校史上最高となる全米ランキング19位に導いた。同年NBAドラフト全体25位でゴールデンステート・ウォリアーズに指名されたが入団せず、スペイン1部リーグのFCバルセロナと契約して1シーズンプレーし、チームのリーグ優勝に貢献した。
1981年、ルーランドはNBAのワシントン・ブレッツに入団した。2年目の1982-83シーズン途中でスペンサー・ヘイウッドに代って先発に昇格し、得点とリバウンドでチームトップの数字を記録した。3年目の1983-84シーズン、ルーランドは平均出場時間41.1分（リーグ1位）22.2得点12.3リバウンド（同3位）の好成績を残し、自身初のオールスター出場を果たした。翌1984-85シーズンも平均18.9得点11.1リバウンドで2年連続のオールスターに選ばれたが、足の負傷により45試合を欠場した。
これ以降、ルーランドは慢性的な膝の怪我に悩まされるようになり、1985-86シーズンは30試合の出場に留まった。この年プレーオフで3年連続となる1回戦敗退に終ったブレッツは、ルーランドをフィラデルフィア・76ersにトレードした。76ersで5試合に出場した後、ルーランドは一旦現役引退を表明した。1992年に復帰して76ersとデトロイト・ピストンズで計24試合に出場し、1993年に再度現役を引退した。
NBAでの成績は、332試合の出場で5,763得点3,378リバウンド（平均17.4得点10.2リバウンド）、フィールドゴール成功率.564であった。
引退後、ルーランドは76ersでアシスタントコーチを1シーズン務め、1998年に母校アイオナ大学のヘッドコーチに就任した。アイオナ大学では9年間でチームをNCAAトーナメントに3度導いた。2007年に解任された後は、DリーグやNCAAディビジョンⅡでヘッドコーチを務めている。